# Cecilia van Pruisen

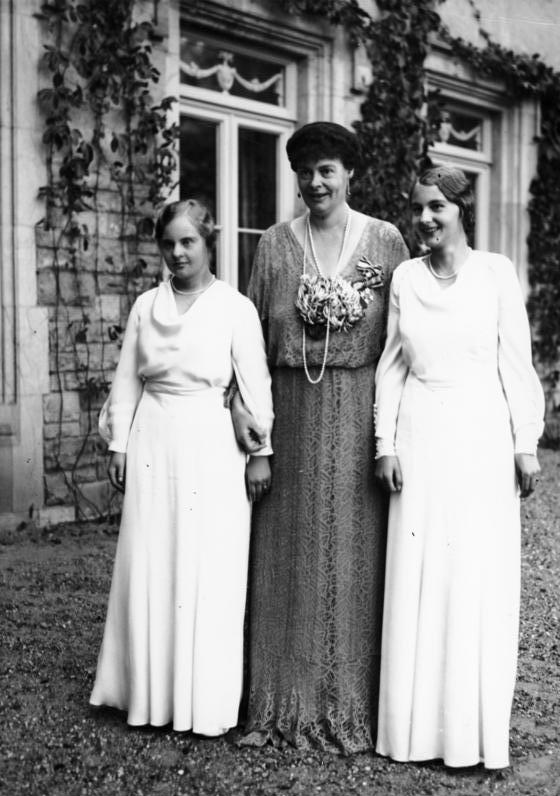
Prinses Cecilia, rechts, met haar moeder en zusje Alexandrine.

Cecilia Victoria Anastasia Zita Thyra Adelheid van Pruisen (Cecilienhof, Potsdam, 5 september 1917 — Königstein im Taunus, 21 april 1975) was een Pruisische prinses uit het Huis Hohenzollern.
Zij was het jongste kind van de laatste Duitse kroonprins Wilhelm en diens echtgenote Cecilie van Mecklenburg-Schwerin, en een kleindochter van de laatste Duitse keizer Wilhelm II.
Cecilia werd geboren in Potsdam, waar haar ouders vier weken voor haar geboorte het Slot Cecilienhof hadden betrokken. Na de afschaffing van de monarchie, in 1918, verhuisde ze - aanvankelijk alleen met haar moeder, broers en zusje - naar Oels, in Silezië, waar de familie nog een slot bezat. In de jaren 30 werkte Cecilia aanvankelijk in het Keizerlijk Huisarchief van de Hohenzollerns. In de Tweede Wereldoorlog werd ze verpleegkundige in het Duitse Rode Kruis.
In 1949 trouwde ze met de Amerikaanse binnenhuisarchitect Clyde Harris (1918-1958). Met hem vestigde ze zich in de Texaanse stad Amarillo. 
Cecilie en haar man hadden een dochter:
- Kira Alexandrine Brigid Cecilie Ingrid Harris (20 oktober 1954) ⚭ 1982-1994 John Mitchell Johnson (12 mei 1951) :
  - Philip Louis Johnson (18 oktober 1985)

Cecilia was van plan zich weer definitief in Duitsland te vestigen. Kort daarna overleed ze plotseling tijdens een kuurbezoek aan Königstein im Taunus.